# كلية منلو
كلية منلو وهي كلية خاصة شهيرة أسست عام 1927م (قبل 93عام)، متخصصة في إدارة الأعمال وتقع في الولايات المتحدة الأميركية بمدينة أثيرتون بكاليفورنيا.

## تاريخ الكلية
تأسست كلية منلو في عام 1927م، وكانت مدرسة للبنين وتشمل كلية صغيرة، ثم غيرت من قبل الدكتور لوري هوارد الذي اسماها مدرسة منلو وكلية جونيور. 
قبلت الكلية حينذاك 27 طالبًا ثم ارتفع معدل الالتحاق بالمدرسة والكلية إلى 112 طالبا في العام التالي، حيث التحق 80 من هؤلاء الطلاب بالكلية. وأثر انهيار سوق الأسهم في عام 1929م وما تلاه من كساد إلى منلو، وفي عام 1931 واجهت المؤسسة احتمال الأضطرار إلى إغلاق أبوابها، فقام رئيس مجلس الإدارة سي إف مايكلز بتقديم قروض إلى منلو للمساعدة في إستمرارها واستمرار عملياتها، وفي نفس العام تم منح قطعة أرض لمنلو مما سمح للمؤسسة بتوسيع حرمها الجامعي فكان موقعها في الأصل موقعًا لطريق جديد مقترح بالولاية.
ومنذ تأسيس الكلية الإعدادية حتى عام 1932م كان هوارد ومايكلز قد التقيا بالدكتور راي ليمان ويلبر رئيس جامعة ستانفورد لمناقشة إمكانية ضم وعمل منلو كمؤسسة بالقسم الأدنى في ستانفورد وفي الطور الثالث وبخطة مفصلة حيث يجب  على جامعة ستانفورد التخلي عن فصولها الجامعية الأولى والثانية لنقل عمليات منلو إلى حرم جامعة ستانفورد، راجع مجلس أمناء ستانفورد الخطط وقد تم رفض اقتراح التخلي عن فصولها الأولى والثاتية وستبقي جامعة ستانفورد برنامج البكالوريوس لمدة أربع سنوات، وظل ويلبر مهتمًا بمنلو كثيرا، وفي عام 1933م عين ستة أعضاء من هيئة التدريس بجامعة ستانفورد في مناصب استشارية تعليمية في منلو.
جلبت بداية الحرب العالمية الثانية إلى منلو تحدي فأنخفض في تلك الفترة تسجيل الطلاب الجدد وكان من الصعب تحقيق التوازن مع الطلاب المستجدين، فوضع هوارد خطة وهي من أربعة إلى أربعة حيث تم تخصيص الصفوف من السابعة إلى العاشرة للمدرسة بينما  في الكلية شكلت الصفوف من الحادية عشرة  إلى الرابعة عشرة.
ومع اقتراب انتهاء الحرب العالمية الثانية في عام 1944م عانى الرئيس هوارد من مشاكل قلبية حادة فنصحه طبيبه بالتقاعد من رئاسة منلو، واختار مجلس الأمناء الدكتور ويليام إي كرات عميدا للكلية خلفًا لرئيس هوارد.
وكانت تمتلك عائلة ليون إف دوغلاس التي كانت مجاورة لمنلو مركزًا لإعادة تأهيل المحاربين القدامى  في الحرب العالمية الثانية حتى عام 1946م، ودعمت عائلة دوغلاس منلو في الحصول على العقار الشاغر حديثًا، وتم وضع خطط لنقل المدرسة من الصفوف السابعة إلى العاشرة وبعد ذلك صفوف الحادية عشرة والثانية عشرة إلى تلك المنطقة.

## الأكاديمية
تقدم كلية مينلو درجات البكالوريوس في المحاسبة، ريادة الأعمال، والتمويل، وإدارة الموارد البشرية، والإدارة الدولية، والادارات، والتسويق، وعلم النفس، والعقارات، والرياضة، وتخصص مصمم بشكل فردي.
ويتمتع طلاب مينلو بفرصة الدراسة في الخارج في جميع أنحاء العالم، بما في ذلك الجامعات والكليات في الصين وتشيلي والمانيا وإيطاليا واليابان والمكسيك وإسبانيا.

### مكتبة بومان
تعمل مكتبة بومان كمركز للبحث والتعليم والدراسة والعمل الجماعي والفعاليات المجتمعية. تضم على أكثر من 60 ألف مجلد، وتحتفظ المكتبة باشتراكات في 40 ألف مجلة بصيغ مطبوعة عبر الإنترنت، وتوفر المكتبة أيضًا إمكانية الوصول داخل وخارج الحرم الجامعي إلى مجموعاتها المتنوعة من الموارد المرجعية وقواعد البيانات في مجال الأعمال والفنون الحرة وتمت تسمية المكتبة باسم تيموثي ديلون بومان وهو طالب سابق بنفس الجامعة، وفي عام 1962 قدم والدا بومان التمويل اللازم لتحويل مكان تناول الطعام في الكلية إلى المكتبة الحالية.

### تميز الأكاديمية
صنفت مجلة برينستون رفيو أن كلية منلو  الأفضل في الغرب، وصنفت في عام 2019 كأفضل كلية في المنطقة، ووصنفت أيضا مجلة يو إس نيوز آند وورلد ريبورت بأن منلو تعتبر أفضل كلية إقليمية في عام 2014، كما تم الاعتراف بها كواحدة من الكليات المخضرمة، وحصلت على اعتماد من جمعية تطوير كليات إدارة الأعمال  أي أي سي أس بي.

## ألعاب القوى
تشارك  كلية منلو كعضو في الرابطة الوطنية لألعاب القوى بين كليات الإن أيه أي أيه وتعبر أيضا عضو في مؤتمر قولدن ستيت وتضم العديد من الاقسام الرياضية للرجال والنساء منها: البيسبول وكرة السلة وسباق الضاحية والغولف وكرة القدم، والكرة الطائرة والمصارعة ورفع الاثقال ونوادي الرقص والتجديف والكرة اللينة، وكانت الكلية في الأصل تقدم برنامج جامعي للمبتدئين في كرة القدم، حيث لعب فريقها كرة القدم من سنة 1986 حتى عام 2014، ومن عام 2006 إلى عام 2010 شارك فريق منلو في مؤتمر الشمال الغربي وهو مؤتمر إن سي أي أي، وفي 1 فبراير عام 2015 صوت مجلس أمناء منلو لإنهاء برنامج كرة القدم بالكلية وأشير إلى أن السبب في ذلك هي مشكلات مالية.
وأنضم ثلاثة لاعبين من منلو إلى اتحاد كرة القدم الاميركية وهم:
- بيرت ديلافان

- نيت جاكسون

- كاولانا بارك

## الخريجين البارزين
- الأمير الوليد بن طلال ال سعود رجل أعمال سعودي ومستثمر وفاعل خير وعضو في العائلة المالكة السعودية.[5]
- المحامي والسياسي الأمريكي تيم دور
- الأمير فيصل بن عبد الله آل سعود وزير التربية السعودي السابق من 2009-2013.[6]
- الأمير محمد بن فيصل آل سعود رجل أعمال سعودي.[6]
- إدوارد ليستر سميث
- جيمس فيراتا إسبالدون
- ناثان روس جاكسون
- روبرت كاسل شوين
- نيكولاس ويلز رينولدز
- جيفري وليام فان جوندي
- ناثانيال ليباني
- الرائد المتقاعد جون ويلسون سينيور
- دانيال ألفونسو كاستيلو
- ستيف سبيدي جونزاليس

## روابط خارجية
- Official website
- Official athletics website